# News of the World Darts Championship 1957
Die News of the World Darts Championship 1957 (offiziell: "News of the World" Individual Darts Championship of England and Wales) war ein Dartsturnier, das am 27. April 1957 in der Empress Hall (Earls Court, London) ausgetragen und durch die Boulevardzeitung News of the World gesponsert wurde. Es handelte sich um die zehnte Auflage des Turniers als nationale Meisterschaft. Teilnahmeberechtigt waren die acht Gewinner der regionalen Meisterschaften der Saison 1956/57, die in England (Eastern Counties, Lancashire & Cheshire, London & Home Counties, Midland Counties, North of England, Western Counties und Yorkshire) sowie in Wales stattfanden.

## Teilnehmer
- Alec Adamson, Regionalmeister North of England (Prince of Wales, Hetton-le-Hole)
- Len Baker (28 Jahre, Lastwagenfahrer), Regionalmeister Wales (The Corporation, Cardiff)[1][2]
- Len Cox, Regionalmeister Western Counties (Railway Tavern, Pensford)
- Frank Finch
- Jim Gibbons (41 Jahre, Stahlarbeiter), Regionalmeister Midland Counties (Open Hearth Hotel, Corby)
- Frank Kent
- Herbert „Herbie“ Morris, Regionalmeister Lancashire & Cheshire (Golden Lion Hotel, Congleton)
- Alwyn Mullins (28 Jahre, Bauarbeiter), Regionalmeister Yorkshire (Traveller’s Rest Hotel, Tickhill)[3]

## Turnierplan
|  | Viertelfinale (Best of 3 Legs) | Viertelfinale (Best of 3 Legs) |               |   | Halbfinale (Best of 3 Legs) | Halbfinale (Best of 3 Legs) |  |  | Finale (Best of 3 Legs) | Finale (Best of 3 Legs) |
|  |                                |                                |               |   |                             |                             |  |  |                         |                         |
|  | Jim Gibbons                    | 2                              |               |   |                             |                             |  |  |                         |                         |
|  | Alec Adamson                   | 0                              |               |   |                             |                             |  |  |                         |                         |
|  | Alec Adamson                   | 0                              | Jim Gibbons   | 1 |                             |                             |  |  |                         |                         |
|  |                                |                                | Jim Gibbons   | 1 |                             |                             |  |  |                         |                         |
|  |                                | Alwyn Mullins                  | 2             |   |                             |                             |  |  |                         |                         |
|  | Alwyn Mullins                  | Alwyn Mullins                  | 2             | 2 |                             |                             |  |  |                         |                         |
|  | Alwyn Mullins                  |                                |               | 2 |                             |                             |  |  |                         |                         |
|  | Len Cox                        | 1                              |               |   |                             |                             |  |  |                         |                         |
|  |                                |                                | Alwyn Mullins | 2 |                             |                             |  |  |                         |                         |
|  |                                | Len Baker                      | 0             |   |                             |                             |  |  |                         |                         |
|  | Len Baker                      | 2                              |               |   |                             |                             |  |  |                         |                         |
|  | Herbie Morris                  | 0                              |               |   |                             |                             |  |  |                         |                         |
|  | Herbie Morris                  | 0                              | Len Baker     | 2 |                             |                             |  |  |                         |                         |
|  |                                |                                | Len Baker     | 2 |                             |                             |  |  |                         |                         |
|  |                                | Frank Finch                    | 0             |   |                             |                             |  |  |                         |                         |
|  | Frank Finch                    | Frank Finch                    | 0             | 2 |                             |                             |  |  |                         |                         |
|  | Frank Finch                    |                                |               | 2 |                             |                             |  |  |                         |                         |
|  | Frank Kent                     | 0                              |               |   |                             |                             |  |  |                         |                         |